# Simon Kipkemboi
Simon Kipkemboi (auch Simeon Kipkemboi; * 15. April 1960) ist ein ehemaliger kenianischer Sprinter.
1985 siegte er über 200 Meter bei den Afrikameisterschaften in Kairo und wurde Siebter beim Weltcup in Canberra.
1987 gewann er über dieselbe Distanz bei den Panafrikanischen Spielen in Nairobi und erreichte bei den Weltmeisterschaften in Rom das Halbfinale.
Bei den Olympischen Spielen 1988 in Seoul schied er über 400 Meter im Viertelfinale und in der 4-mal-100-Meter-Staffel im Halbfinale aus. In der 4-mal-400-Meter-Staffel belegte er mit der kenianischen Mannschaft den achten Platz.
1989 gewann er bei den Afrikameisterschaften in Lagos Silber über 400 Meter. Bei den Commonwealth Games 1990 in Auckland errang er über dieselbe Distanz Bronze und siegte mit der kenianischen 4-mal-400-Meter-Stafette in der Besetzung Samson Kitur, Stephen Mwanzia, David Kitur und Kipkemboi.
1991 erreichte er bei den Weltmeisterschaften in Tokio über 400 Meter das Viertelfinale und kam mit der 4-mal-400-Meter-Stafette auf den fünften Platz.
Bei den Olympischen Spielen 1992 in Barcelona scheiterte er über 200 Meter im Vorlauf. In der 4-mal-400-Meter-Staffel stellte er David Kitur, Samson Kitur und Simon Kemboi im Vorlauf mit 2:59,63 min den aktuellen kenianischen Rekord auf; im Finale erreichte das kenianische Quartett jedoch nicht das Ziel.

## Bestzeiten
- 100 m: 10,2 s, 1989
- 200 m: 20,54 s, 11. August 1987, Nairobi
- 400 m: 44,93 s, 28. Januar 1990, Auckland